# Teatro expresionista

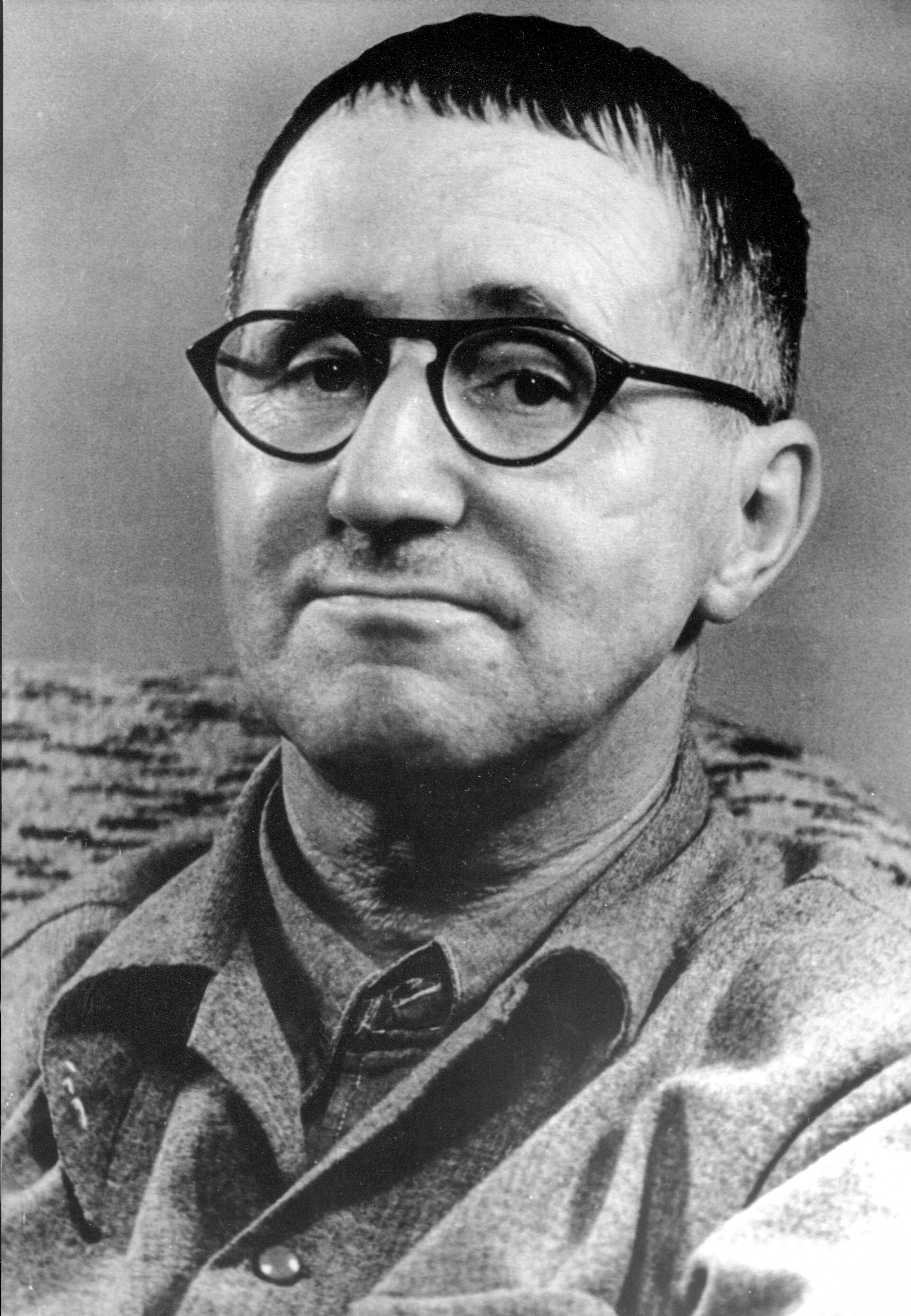
El expresionismo de Bertolt Brecht, a la imagen, vino por influencia de Henrik Ibsebernard

El teatro expresionista es la plasmación del expresionismo al teatro. El expresionismo a las artes escénicas, y particularmente al teatro, se opuso a la representación fidedigna de la realidad propia del naturalismo, renunciando a la imitación del mundo exterior y pretendiendo reflejar la esencia de las cosas, a través de una visión subjetiva y estilizada del ser humano.
Los dramaturgos expresionistas pretendían hacer del teatro un mediador entre la filosofía y la vida, transmitir nuevos ideales, renovar la sociedad. Por eso realizaron una profunda renovación de los recursos dramáticos y escénicos, siguiendo el modelo estacional de Strindberg. Se pierde el concepto de espacio y tiempo, y se enfatitza la evolución psicológica del personaje, que más simboliza la encarnación de los ideales de liberación y superación del nuevo hombre que transformará la sociedad.
Son personajes tipificados, sin personalidad propia, que encarnan determinados roles sociales, denominados por su función: padres, madres, obreros, soldados, mendigos, jardineros, comerciantes, etc. El teatro expresionista posó énfasis en la libertad individual, la expresión subjetiva, el irracionalismo y la temática prohibida. Su puesta en escena busca una atmósfera de introspección, de investigación psicológica de la realidad. Utiliza un lenguaje conciso, sobrio, exaltado, patético, dinámico, con tendencia al monólogo, forma idónea de mostrar el interior del personaje. Recupera la importancia del gesto, la mímica, los silencios, los balbucejos, las exclamaciones. La escenografía toma una gran importancia y es expresiva, mediante el simbolismo, así, toma especial relevancia la iluminación, el color, la música, los sonidos en general e incluye nuevas tecnologías también de artes visuales, como por ejemplo proyecciones cinematográficas, para potenciar la obra.

## Temas
Al teatro expresionista predominó la temática sexual y psicoanalítica, quizás por influencia de Freud, la obra del cual 'La interpretación de los sueños apareció el 1900. Aun así, los protagonistas solían ser seres neguitosos, solitarios, torturados, aislados del mundo y desnudados de todo tipo de convencionalismo y apariencia social. El sexo representaba violencia y frustración, la vida, sufrimiento y repelús.

## Estilo, directores, teatros político y épico

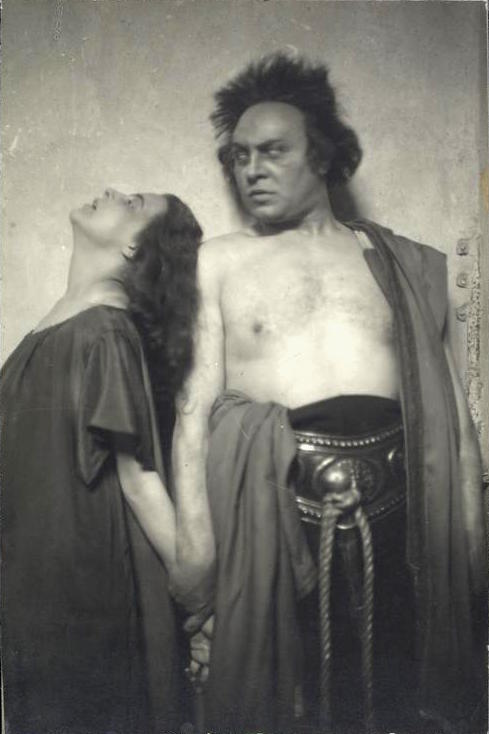
Antígona, dirigida por Max Reinhardt, año 1920

El productor y director teatral Max Reinhardt, director del Deutsches Theater, destacó por las innovaciones técnicas y estéticas que aplicó a la escenografía expresionista: experimentó con la iluminación, creando juegos de luces y sombras, concentrándola en un lugar o personaje para captar la atención del espectador, o haciendo variar la intensidad de las luces, que se entrecruzan o se oponen. Su estética teatral fue adaptada posteriormente en el cine, siendo una de las trazas distintivas del cine expresionista alemán.
En último lugar, hay que señalar que al expresionismo se formaron dos figuras de gran relevancia al teatro moderno internacional: el director Erwin Piscator, creador de una nueva forma de hacer teatro que denominó "teatro político", experimentando una forma de espectáculo didáctico que aplicó más tarde Brecht al Berliner Ensemble. El 1927 creó su propio teatro (Piscatorbühne), al que aplicó los principios ideológicos y escénicos del teatro político. Bertolt Brecht fue el creador del "teatro épico", denominado así en contraposición al teatro dramático. Rompió con la tradición del naturalismo y el neoromanticismo, transformando radicalmente tanto el sentido del texto literario como la forma de ser presentado el espectáculo, e intentando que el público dejara de ser un simple espectador-receptor para desarrollar un papel activo.

## Dramaturgos
Los principales dramaturgos expresionistas fueran Georg Kaiser, Fritz von Unruh, Reinhard Sorge, Ernst Toller, Walter Hasenclever, Carl Sternheim, Ernst Barlach, Hugo von Hofmannsthal y Ferdinand Bruckner.

## Los cabarets expresionistas

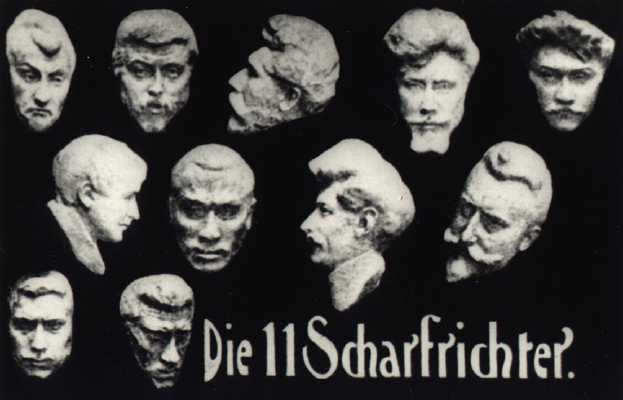
Cartel del cabaret político Die elf Scharfrichter

El teatro es un medio idóneo para la plasmación emocional del expresionismo por su carácter multiartístico, que combina la palabra con la imagen y la acción y el movimiento. No solo confluyen diferentes tipos de expresión en una puesta en escena de una obra teatral sino que cobra mucha importancia el espectáculo de variedades, que incluye números musicales, de poesía, de danza, de teatro, circo, etc. Así, además del teatro, en aquella época proliferaron los cabarets de variedades, como por ejemplo el Die Fledermaus (El Murciélago) en Viena; el Die Brillo (Las Ojeras) en Berlín; y el Die elf Scharfrichter (Los Once Verdugos) de Múnic.